# Max Deutsch
Max Deutsch (geboren 17. November 1892 in Wien, Österreich-Ungarn; gestorben 22. November 1982 in Paris) war ein französischer Komponist, Dirigent und Musikpädagoge jüdisch-österreichischer Herkunft.

## Leben
Max Deutsch studierte ab 1910 Musik an der Universität Wien. 1913 wurde er Schüler Arnold Schönbergs und Hauslehrer von dessen Sohn. Er wurde Soldat im Ersten Weltkrieg. Nach Kriegsende folgte er Schönberg in die Niederlande und 1922 wurde er Dirigent des Blüthner-Orchesters in Berlin. Seit 1924 lebte er in Paris, begründete 1925 das Theater Der jiddische Spiegel und brachte viele Werke Schönbergs, Weberns und Bergs in Frankreich erstmals zur Aufführung. 
1934/35 hatte er eine Musikprofessur in Madrid, musste aber Spanien wegen des Bürgerkriegs verlassen, betätigte sich in Frankreich als Pianist und komponierte nebenher für die Pariser Revuetheater. Von 1940 bis 1945 kämpfte er als Freiwilliger in der Fremdenlegion, 1948 erhielt er die französische Staatsbürgerschaft. 1971 wurde er Professor für Komposition an der École normale de musique de Paris. Er war unter anderem Lehrer von Heinz-Klaus Metzger und von 1975 bis 1980 von Amaury du Closel.

## Werke
- Oper Schach, 1923
- Revue (z. B. Moulin Rouge) und Filmmusik für Georg Wilhelm Pabsts Der Schatz (1923) und Die freudlose Gasse (1925)[1].